# Hugin und Munin

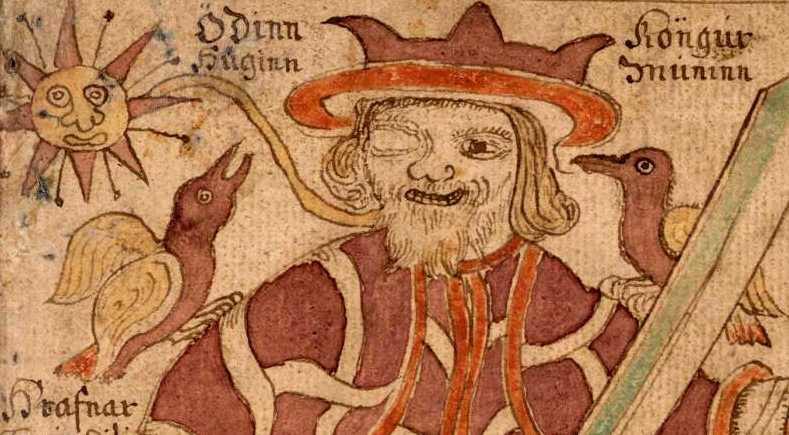
Hugin und Munin auf Odins Schultern, Darstellung des 18. Jh.

Hugin und Munin sind in der nordischen Mythologie die zwei Raben Odins, der den Beinamen Hrafnáss „Rabengott“ trägt.

## Etymologie
Hugin (isländisch: Huginn) gehört zum altnordischen Verb huga „denken“, das stammverwandte Substantiv hugi „Gedanke, Sinn“ ist seinerseits die Grundlage für den Namen Hugin.
Munin (isländisch: Muninn) gehört zum altnordischen Verb muna „gedenken, sich erinnern“.

## Alter und Bedeutung
Falls die Darstellung des Reiters mit zwei Vögeln auf der Helmplatte von Vendel und die Darstellung von Reiterfiguren in Verbindung mit einem oder mehreren Vögeln auf skandinavischen Goldbrakteaten Odin mit seinen Raben zeigt, wären die Raben als Begleit- oder Helfertiere des Gottes bereits für die Völkerwanderungszeit belegt. Schriftlich ist die Verbindung Odins mit Raben in skaldischen Kenningar des 10. Jahrhunderts greifbar. Die Namen Hugin und Munin tauchen jedoch erst in der Überlieferung der Lieder-Edda und der Snorra-Edda auf.
Eine mit der Bedeutung ihres Namens übereinstimmende Funktion schreibt ihnen Snorri Sturluson zu: „Zwei Raben sitzen auf seinen Odins Schultern und sagen ihm alles ins Ohr, was sie sehen und hören. Sie heißen Hugin und Munin. Bei Tagesanbruch entsendet er sie, um über die ganze Welt zu fliegen, und zur Frühstückszeit kehren sie zurück. Von ihnen erfährt er viele Neuigkeiten.“
Vergleichbar steht im Lied Grímnismál:
Hugin und Munin müssen jeden Tag
Über die Erde fliegen.
Ich [Odin] fürchte, dass Hugin nicht nach Hause kehrt;
Doch sorg ich mehr um Munin.

## Hugin und Munin bei Richard Wagner

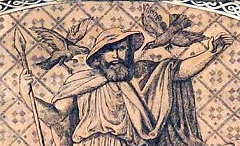
Wotan mit Hugin und Munin an der Fassade von Wahnfried

In Wagners Götterdämmerung kommen in dem Bericht der Walküre Waltraute, der an Brünnhilde gerichtet ist, (im 1. Aufzug, 3. Szene) die Raben Wotans vor. Dieser habe sie als Kundschafter auf Reise geschickt, während er selbst Walhall nicht mehr verlässt.
Zu Siegfrieds Tod (3. Aufzug, 2. Szene) erscheinen zwei Raben, als Siegfried seine Erinnerung an Brünnhilde wiedergewinnt. Laut Regieanweisung tritt mit ihnen (wortwörtlich) die Dämmerung ein. Hagen weist Siegfried auf die zwei raunenden Raben hin und bohrt dem Abgelenkten seinen Speer in den Rücken.
Brünnhilde spricht in dem folgenden Schlussgesang die Raben direkt an, sie sollen Wotan die „ersehnte Botschaft“ von der Rückgabe des Ringes bringen, bevor sie selbst in Siegfrieds Scheiterhaufen reitet. Die Botschaft der Raben ist Wotans Zeichen, Walhall mit sich selbst und allen Göttern in Brand zu setzen (die sogenannte „Götterdämmerung“).
Schon am vorangegangenen Tag des Ring des Nibelungen, Wagners Siegfried, bezeichnet sich Wotan, als er Siegfried trifft, selbst drohend als „den Herrn der Raben“.
Wie die Nornen, haben auch die Raben bei Wagner keine Namen.
Das Sgraffito von Robert Krausse an der Fassade von Wagners Haus Wahnfried in Bayreuth zeigt in der Mitte Wotan mit seinen Raben (Das Bild ist ein Ausschnitt aus dem großen Sgraffito).

## Moderne Bezüge

Logo der Universität Tromsø, das Hugin und Munin zeigt

Hugin und Munin finden sich heute im Logo der Universität Tromsø in Nordnorwegen. Auf dem Campus der Universität sind zwei zentrale Straßen nach ihnen benannt.
Zwei parallele Raumfahrtmissionen der europäischen Weltraumagentur ESA waren nach den Raben benannt: Bei der Mission Huginn forschte der Däne Andreas Mogensen 2024 für 198 Tage auf der Internationalen Raumstation; währenddessen war der Schwede Marcus Wandt mit der Mission Muninn für 18 Tage Teil der Besatzung. Es war das erste Mal, dass zwei Skandinavier gleichzeitig im Weltraum waren.
Munin wird auf diverse Art referenziert, so etwa mit dem Namen der gleichnamigen Software zur Überwachung von Rechnern und Sensoren.